# St. Cornelius und Cyprianus (Oberdürenbach)

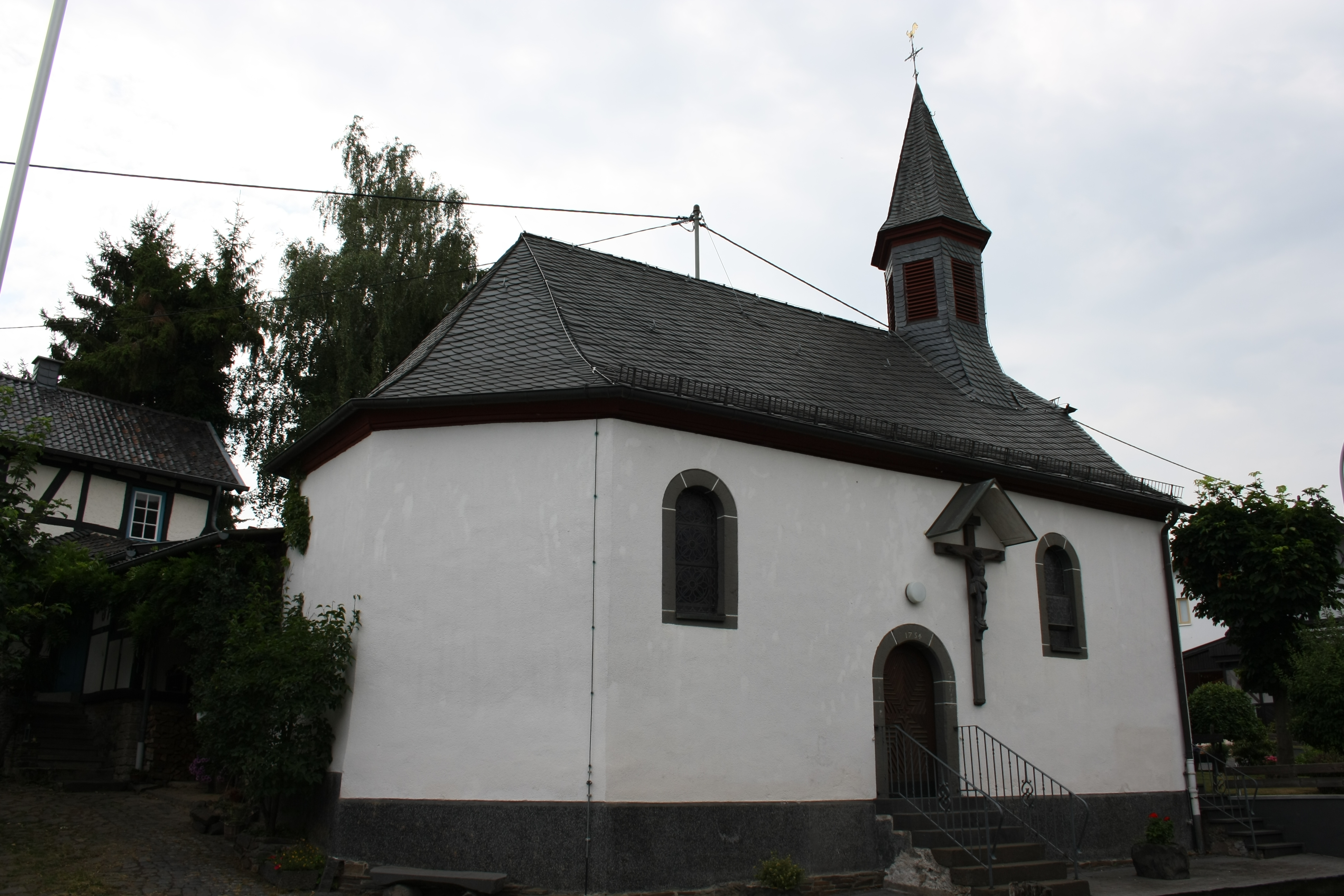
St. Cornelius und Cyprianus in Oderdürenbach

St. Cornelius und Cyprianus in Oberdürenbach, einer Ortsgemeinde im Landkreis Ahrweiler im nördlichen Rheinland-Pfalz, ist eine katholische Kapelle die 1754 errichtet wurde. Sie ist ein geschütztes Kulturdenkmal und befindet sich an der Hauptstraße 34.

## Beschreibung
Der einschiffige, nach Südosten orientierte, verputzte Bruchsteinbau mit dreiseitigem Ostabschluss ist 11,30 m lang und 5,38 m breit. An den Längsseiten befinden sich je zwei Fenster mit Korbbögen, die in Basaltlava eingefasst sind. Beide Portale im Westen und Norden haben ebenfalls korbbogige Umrandungen. Auf dem schiefergedeckten Walmdach befindet sich ein sechsseitiger Dachreiter mit Helm.
Der kleine Chorbereich ist um eine Stufe erhöht und wird durch eine Pfeilervorlage vom Schiff abgetrennt. An der Westseite befindet sich eine hölzerne Empore.
Bereits im Jahr 1624 soll es in Oberdürenbach eine Kapelle gegeben haben. Die heutige Kapelle stammt aus dem Jahr 1754. Der Bruchsteinbau hat eine Länge von etwa elf und eine Breite von etwas mehr als fünf Metern. Zur Straßenseite der Kapelle hin wurde 1898 ein Kreuz mit dem Christuskörper angebracht.
Der Hochaltar der Kapelle stammt aus dem 17. Jahrhundert. Zwischen zwei gedrehten Säulen befinden sich drei gleich hohe Nischen, in denen Figuren von St. Kornelius, St. Barbara und der Himmelskönigin stehen. In den Jahren zwischen 1891 und 1894 wurde das kleine Gotteshaus einer umfassenden Sanierung unterzogen. Dabei wurde die Mauer auf der Straßenseite unterfangen, Dach und Turm sind neu eingedeckt worden. Arbeiten im Inneren der Kapelle folgten. Dabei wurden auch Fußboden und Fenster erneuert sowie die Wände ausgebessert. Im März 1896 wurden 14 Kreuzwegstationen – ein Geschenk des Niederzissener Pastors – angebracht.
In den 1920er-Jahren ist die Nordseite des Daches erneuert. Die ursprünglich vorhandene Glocke musste im Zweiten Weltkrieg abgeliefert werden. Erst am 7. März 1993 wurde eine in Brockscheid gegossene neue Glocke geweiht. Junggesellen aus Oberdürenbach und der Bischof hatten im Jahr 1954 zwei Gedenktafeln mit den Namen der Vermissten und Gefallenen beider Weltkriege anfertigen und im Innern der Kapelle anbringen lassen. Zur gleichen Zeit wurde der Außenputz erneuert, innen sind die Wände neu gestrichen worden. Im Jahr 1978 wurden eine Heizung eingebaut und die Bänke mit Sitzkissen ausgestattet. Der Dorf- und Verschönerungsverein sowie weitere Helfer versahen das Gotteshaus im Jahr 1984 mit einem neuen Außenanstrich. Weitere Innen- und Außenrenovierungen wurden 1991 und 2018 durchgeführt. Das in manchen Quellen angegebene Mitpatrozinium des heiligen Cyprian ist unsicher. Eine Verehrung Cyprians ist in Oberdürenbach nicht nachweisbar.